# Soňa Červená
Soňa Červená (Praga, República Txeca, 9 de setembre de 1925 - Praga, 7 de maig 2023) fou una mezzosoprano operística txeca amb una carrera internacional que es va iniciar a la dècada del 1950.
Al llarg de molts anys va treballar per l'Òpera de Frankfurt, l'Òpera de San Francisco i el Teatre Nacional de Praga.

## Biografia
Nascuda a Praga, Červená va ser filla de l'escriptor txec Jiří Červený i besneta del fabricant d'instruments musicals de metall Václav František Červený. Va estudiar cant amb Robert Rozner i Lydia Wegner-Salmowá a la seva ciutat abans de començar la seva carrera amb una companyia d'operetes de Praga. Va fer el seu debut professional operístic en 1954 al teatre d'òpera de Brno, on va romandre al llarg de tres anys.
Červená va tenir un èxit important al Teatre Nacional de Praga fent el paper d'Octavian de l'òpera Der Rosenkavalier de Richard Strauss, en 1957. Va tornar a representar aquest paper al seu debut a l'Òpera Estatal de Berlín l'any següent. Va ser contractada per aquest teatre en el període 1958-1961. Més tard va esdevenir una de les artistes principals de l'Òpera de Frankfurt, on va seguir estant contractada fins al començament de la dècada del 1990. Va cantar en una varietat ampla de funcions, incloent-hi l'estrena de l'òpera Das Bergwerk zu Falun (la mina de Falun) de Rudolf Wagner-Régeny al Festival de Salzburg de l'any 1961. També va aparèixer diverses vegades com a artista convidada a l'Òpera Alemanya de Berlín, l'Òpera Estatal d'Hamburg, el Semperoper de Dresden i l'Òpera de l'Estat de Viena.
El 1962 Červená va fer el seu debut als Estats Units d'Amèrica a l'Òpera de San Francisco, interpretant el paper principal de l'òpera Carmen de Georges Bizet. Va retornar gairebé anualment a aquest teatre fins al 1971, per representar els papers d'Anna de Les troyens, Azucena en Il trovatore, Berta en El barber de Sevilla, Clarion en Capriccio, Comtessa de Coigny en Andrea Chénier, Comtessa Geschwitz en Lulu, la primera Norna en Götterdämmerung, Fricka en Das Rheingold, Heròdies en Salome, l'hostaler de Borís Godunov, Marcellina en Les noces de Fígaro, la Marquesa de Birkenfeld en La fille du régiment, Marthe Schwertlein en Faust, Mistress Quickly en Falstaff, la Mare en Louise, Mother Goose en The Rake's Progress, Rossweisse en Die Walküre, Tisbe en La Cenerentola, i Woman en l'estrena als EUA de The Visitation de Gunther Schuller. Després d'una absència de nou anys, Červená va tornar a San Francisco en 1980 per a representar la Comtessa Waldner de Arabella, Flora de La traviata, la Mamma Lucia de Cavalleria rusticana, i Starenka Buryjovka en Jenůfa.
Al Gran Teatre del Liceu va actuar diverses vegades, debutant el desembre de 1963 fent l'Orfeu de l'Orfeu i Eurídice de Christoph Willibald Gluck. De nou, el desembre de 1968 va actuar en Die Walküre, de Wagner, fent el paper de Rossweisse. Dos anys més tard, en desembre de 1970, va interpretar en aquest mateix teatre el paper de Klytemnästra d'Elektra, de Richard Strauss. El gener de 1973 hi va representar el paper d'Heròdies de Salomé de Strauss.
Červená va fer diverses actuacions al Festival de Bayreuth, incloent-hi Flosshilde de Der Ring des Nibelungen (1960), Rossweisse (1966-67), i una de les noies-flor de Parsifal (1962-63 i 1966-67). Va interpretar Clarion al 1963 i 1964 al Festival de Glyndebourne. Va actuar com a solista amb l'Orquestra Simfònica de Londres en una interpretació de la Missa Solemnis de Ludwig van Beethoven. En 1971 va fer el seu debut a l'Òpera Lírica de Chicago fent d'Herodias. En 1981 va cantar en l'estrena absoluta de Gespenster d'Antonio Bibalo, al Teatre d'Òpera de Kiel. En 1983 va interpretar amb gran èxit el paper de Marfa Ignatěvna Kabànova de Kàtia Kabànova de Leoš Janáček al Teatre de la Monnaie.
En 2004 Červená va rebre un Premi Talia (Ceny Thálie, premis del cinema txec).
Va interpretar també el paper d'Emilia Marty de l 'òpera Věc Makropulos de Janáček (basada en una obra de Karel Čapek), dirigida per Robert Wilson al Teatre Nacional de Praga, des de l'inici de la producció en novembre de 2010.

## Discografia (selecció)
- Bizet: Carmen. Berlin Classics (1960), versió CD 0300119BC.
- Martinů: Prague Paris New York (Lieder). Salamandre.
- Wagner: Parsifal. Philips.
- Portrait of Sona Cervena (Lieder). Supraphon.